# Orancistrocerus
Orancistrocerus (лат.) — род одиночных ос (Eumeninae). Юго-Восточная Азия.

## Описание
Осы средних размеров (около 1 см). Основная окраска чёрная со светлыми отметинами. Взрослые самки охотятся на личинок насекомых, которые служат кормом для развития собственных личинок осы. От близких родов отличаются следующими признаками: клипеус широкий вентрально и слегка выемчатый медиально-вентрально; терминальный стернум самца без зубцов в базальном направлении; тергит II лишен апикальной ламеллы. Парастигма переднего крыла составляет более половины длины птеростигмы, измеренной по задней части.

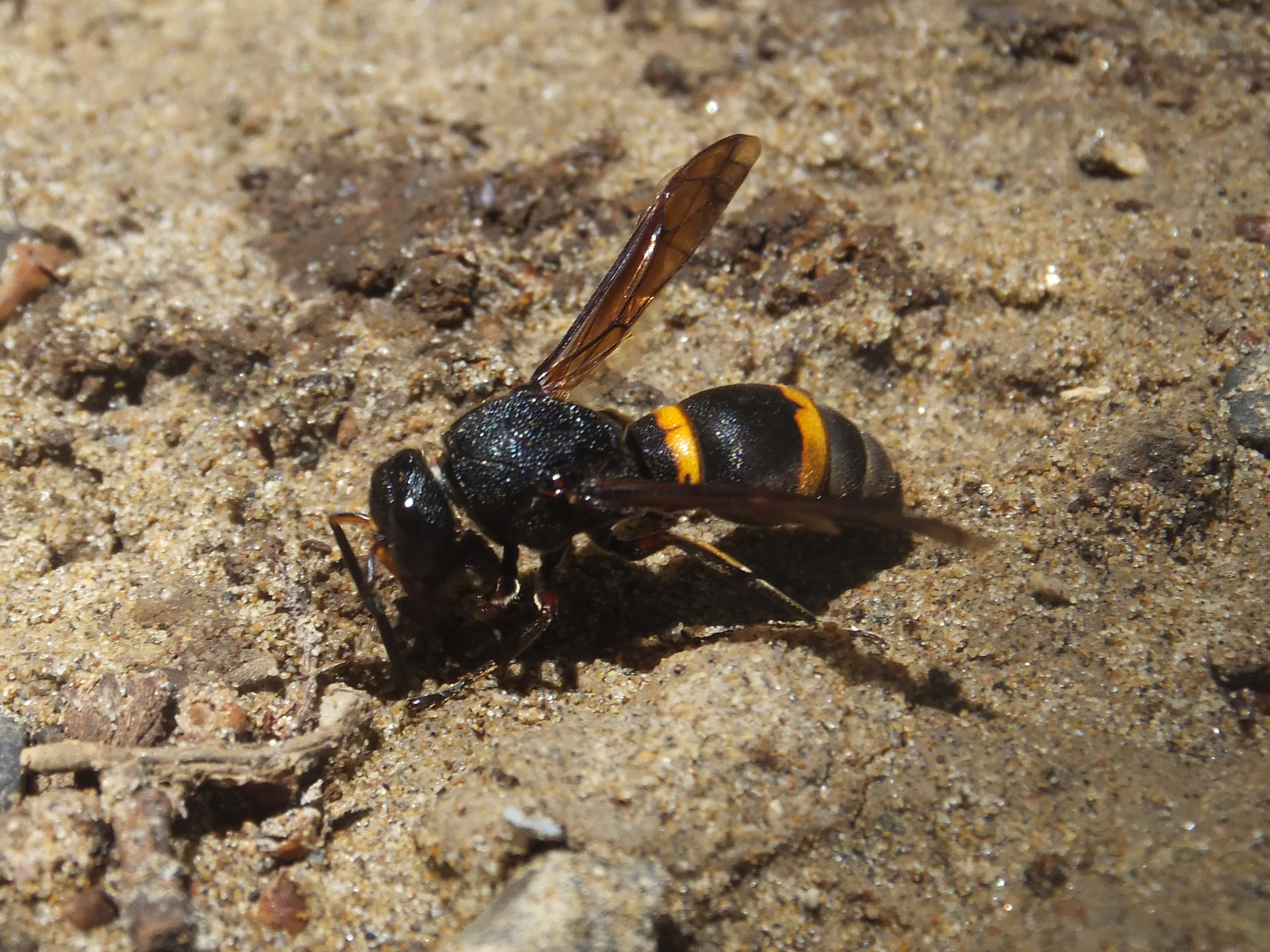
Orancistrocerus drewseni
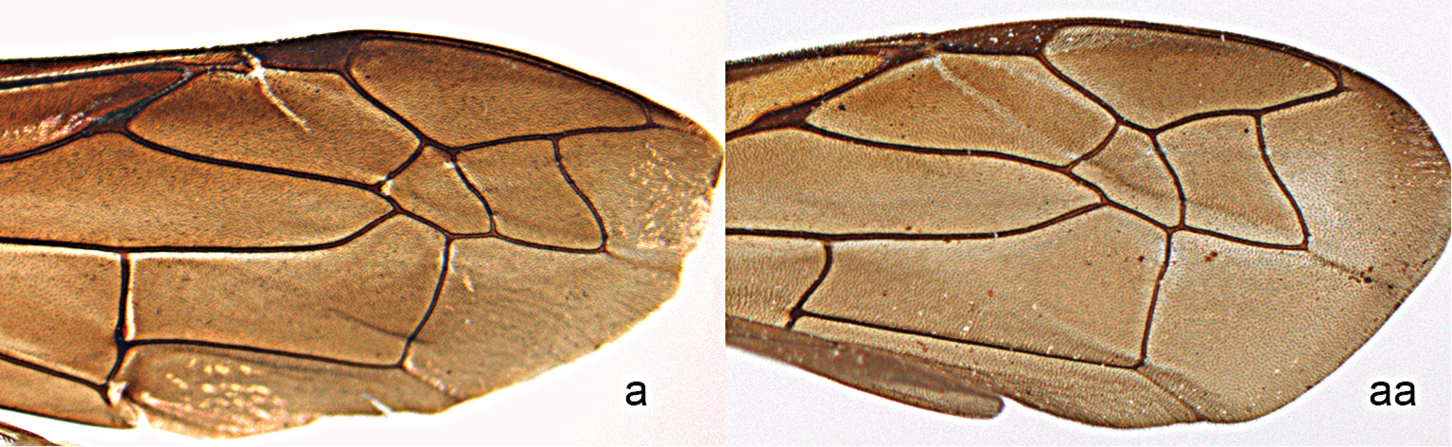
Orancistrocerus (a), Pararrhynchium (aa)
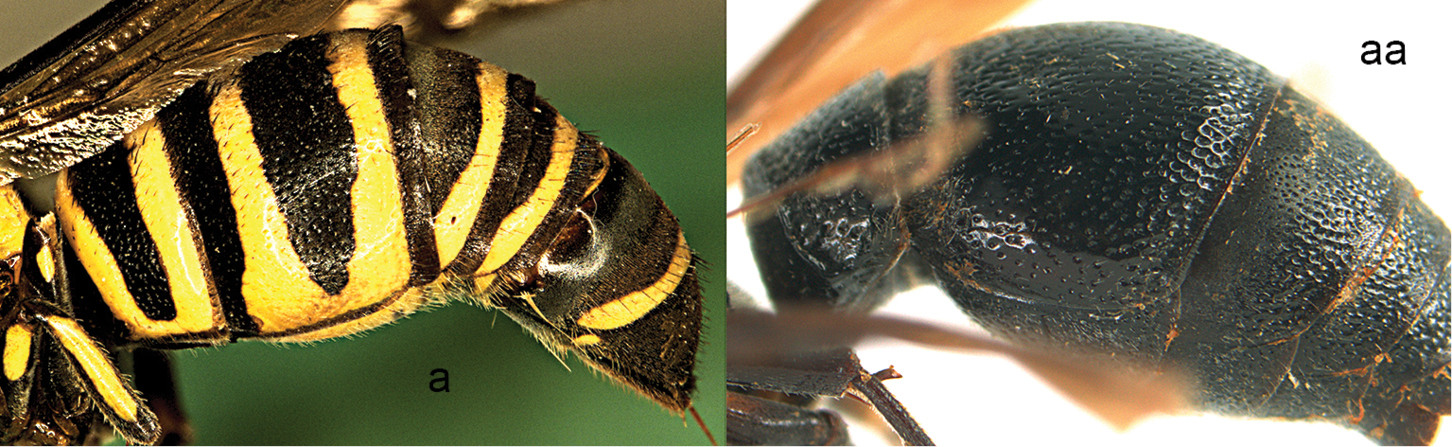
Lissodynerus (a), Orancistrocerus (aa).

## Классификация
Род был выделен в 1963 году для вида Odynerus drewseni de Saussure, 1857. Род включают в состав подсемейства Eumeninae. Близок к роду Archancistrocerus.
- Orancistrocerus altus Truong, Bozdoğan & Nguyen, 2019[5]
- Orancistrocerus aterrimus (de Saussure, 1852)
- Orancistrocerus bicoloripennis (Gribodo, 1891)
- Orancistrocerus drewseni (de Saussure, 1857)
- Orancistrocerus moelleri (Bingham, 1897)